# 48 f.Kr.
| 48 f.Kr.           |
| ------------------ |
| Dødsfald - Fødsler |

## Dødsfald
- 28. september – Pompejus, romersk politiker og feltherre.